# Тюнінг-ательє
Тюнінг-ательє — це компанії або майстерні, які займаються вдосконаленням та модифікацією автомобілів з метою поліпшення їхніх технічних характеристик або зовнішнього вигляду. Ці компанії зазвичай спеціалізуються на різних видах тюнінгу, таких як зовнішній тюнінг, тюнінг двигуна, систем вихлопу та інших елементів автомобіля.

## Історія
Ідея модифікації автомобілів з'явилася майже одночасно з появою перших автомобілів на початку 20-го століття. Проте саме в середині 20-х років минулого століття з'явилися перші спеціалізовані майстерні, які займалися тюнінгом автомобілів. У той час люди спробували покращити характеристики своїх автомобілів, використовуючи різні методи, такі як заміна компонентів двигуна та зміна зовнішнього вигляду.
У 1930-х роках тюнінг став досить популярним в США, де він став елементом популярної культури, що відображалася в кіно та музиці. З тих пір тюнінг став невід'ємною частиною автомобільної культури, а індустрія тюнінгу значно розширилася та стала глобальною.
З появою комп'ютерних технологій в 1980-х роках, тюнінг ательє стали використовувати програмні засоби для зміни параметрів двигуна автомобіля. Це дозволяє встановлювати оптимальні настройки двигуна та інших систем автомобіля, що дозволяє забезпечувати вищу продуктивність та ефективність автомобіля.

## Види тюнінга
Зазвичай тюнінг ательє спеціалізуються на певних видах тюнінгу, наприклад, на тюнінгу двигуна, на зовнішньому тюнінгу або на тюнінгу підвіски. Крім того, деякі тюнінг ательє пропонують індивідуальний тюнінг, що означає, що вони можуть виготовити та встановити на автомобіль ексклюзивні елементи тюнінгу, які не знайдете у будь-якому іншому автомобілі.
Але можна виділити наступні

### Зовнішній тюнінг
Одним із найякравішим типом тюнінгу є стайлінгові рішення, які можуть зробити автомобіль більш естетичним та привабливим.
До таких послуг можуть відноситись:
- Заміна заводських дисків;

- Зменшення кліренсу;

- Заміна заводської аеродинаміки;

- Заміна або покращення кузовних елементів;

- Нанесення плівки (вініл або поліуретан) на кузов;

- Перефарбовування автомобіля в нестандартних кольорах та глянцевих ефектах.

### Внутрішній тюнінг
Цей вид вдосконалення та модифікації внутрішнього простору для тих, кому потрібно більш комфортна та безпечна їзда.
До таких послуг можуть відноситись:
- Заміна заводських сидінь на більш комфортні та більш стильні;

- Встановлення підігріву сидінь та руля;

- Заміна текстилю, шкіра або алькантара;

- Встановлення різноманітних систем, аудіо або освітлення.

### Тюнінг двигуна.
Тюнінг двигуна — це один з найпоширеніших видів тюнінгу автомобілів, який передбачає зміну характеристик двигуна з метою підвищення його потужності, динамічних характеристик та економічності/
Серед основних способів тюнінгу двигуна можна виділити наступні:
- Заміна випускної системи. Заміна заводської випускної системи на більш продуктивну, дозволяє збільшити потужність двигуна та підвищити динамічні характеристики автомобіля.
- Заміна фільтрів. Заміна заводських фільтра, покращить подачу повітря в двигун та забезпечить підвищення продуктивності двигуна.
- Заміна інжектора. Заміна заводського інжектора, дозволяє підвищити продуктивність двигуна та покращити економічність.
- Встановлення турбонаддуву. Встановлення турбонаддуву дозволяє збільшити потужність двигуна та покращити динамічні характеристики автомобіля.

## Тюнінгу різних типів автомобілів
Тюнінг може відрізнятися в залежності від марки автомобіля та його моделі, оскільки кожен автомобіль має свої особливості та характеристики, які впливають на те, як можна змінити його вигляд і функціональність.
Наприклад, спортивні автомобілі, такі як Porsche, BMW або Audi, частіше підлягають тюнінгу двигуна, тюнінгу шасі та аеродинаміки, щоб забезпечити максимальну швидкість та керованість на трасі. Однак, також можуть змінювати зовнішній вигляд цих автомобілів, щоб підкреслити їх спортивний характер.
У міських автомобілів, таких як Toyota, Honda або Volkswagen, частіше виконують зовнішній тюнінг, щоб підвищити естетичний вигляд та персоналізацію. До такого тюнінгу може належати заміна коліс, встановлення спойлерів та бамперів, встановлення додаткових фар, підсвітки та інших елементів, які роблять автомобіль більш привабливим та унікальним.
Вантажні автомобілі, такі як Scania, Volvo або Mercedes, часто тюнінгуються з метою підвищення їх функціональності та економічності. Це може включати тюнінг двигуна для зниження споживання палива та збільшення потужності, встановлення систем електронного контролю швидкості та температури, покращення підвіски для зниження зносу шин та забезпечення більш комфортної їзди.

## Відомі Тюнінг-ательє

### Brabus

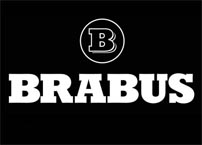
Brabus logo

Brabus — відома німецька компанія, яка спеціалізується на тюнінгу автомобілів Mercedes-Benz. Brabus пропонує послуги з покращення потужності двигуна, зміни зовнішнього вигляду автомобіля, покращення підвіски та інші.
Brabus відомий своїми роботами, такими як Brabus Rocket 900 і Brabus 800 Widestar. Вони також займаються виробництвом запчастин та аксесуарів для автомобілів.
Відгуки клієнтів про компанію зазвичай позитивні, оцінюючи якість робіт та професіоналізм працівників можна зробити висновок, що Brabus справжні професіонали свого діла, і довірити їм своє авто, можна.

Фото-приклади тюнінгу від Brabus
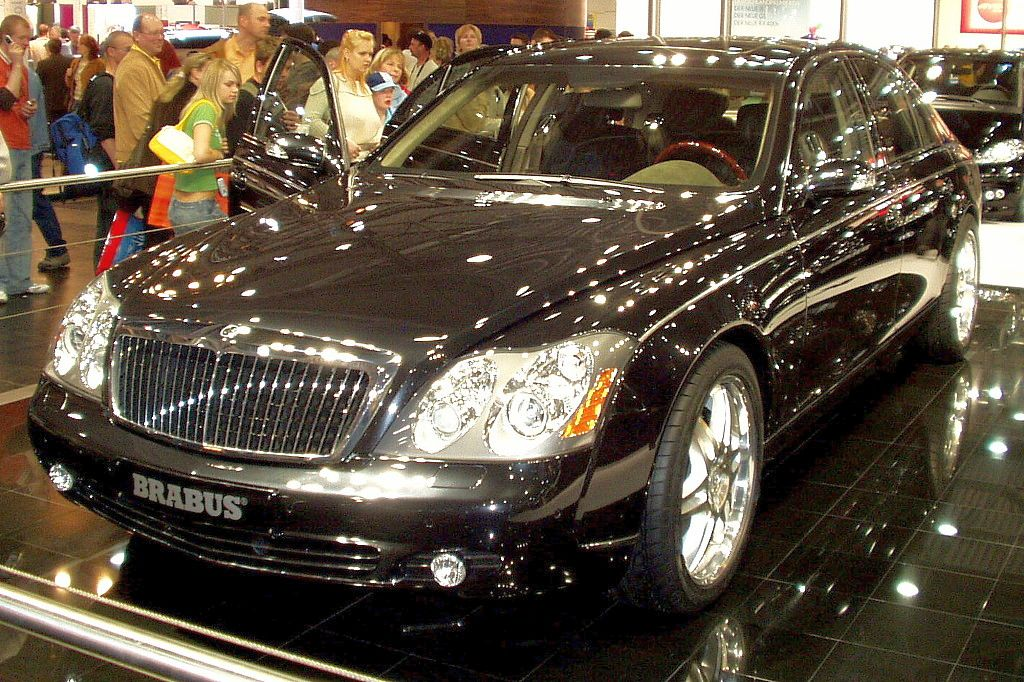
Brabus Maybach
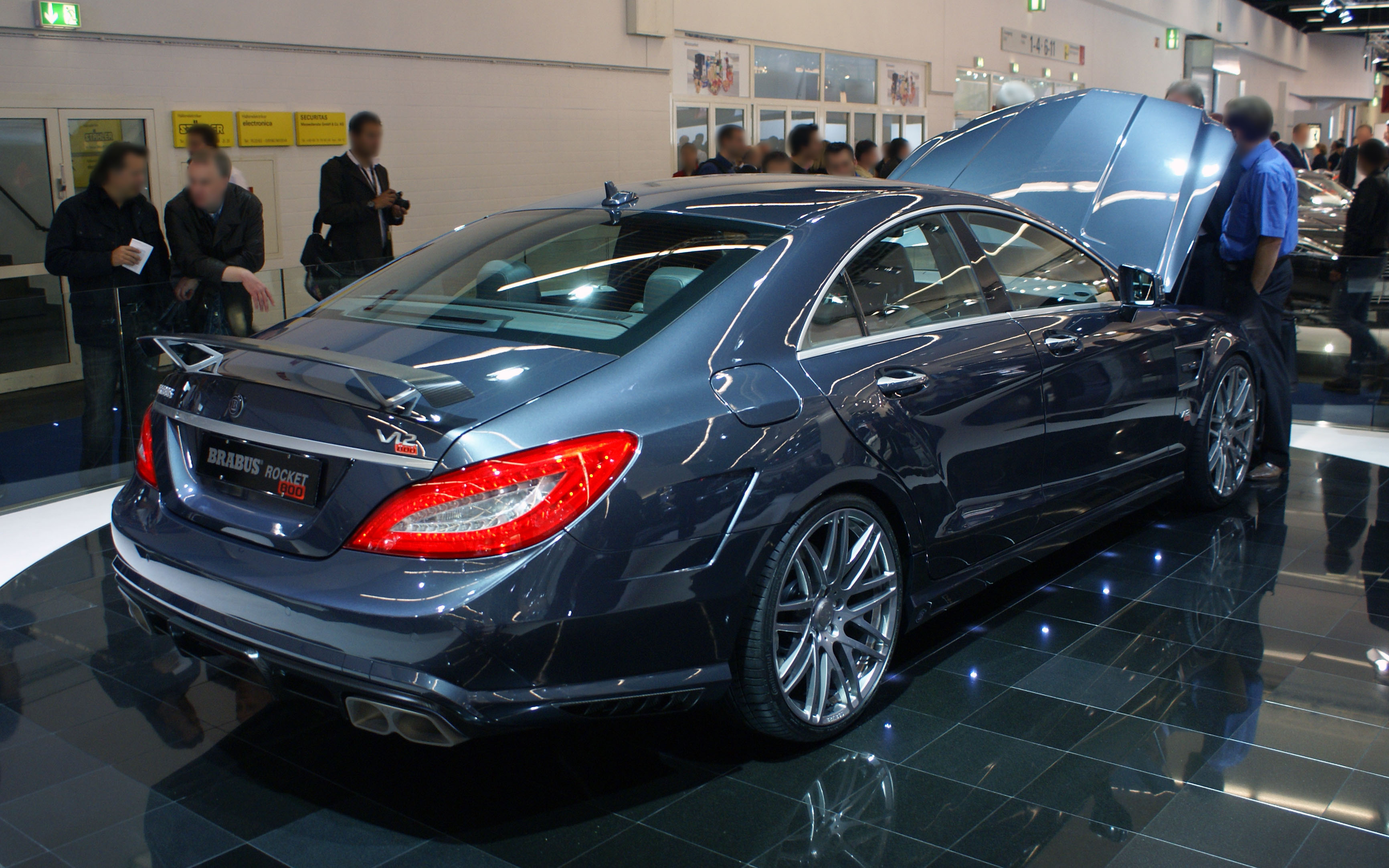
Brabus Rocket 800 (C218)
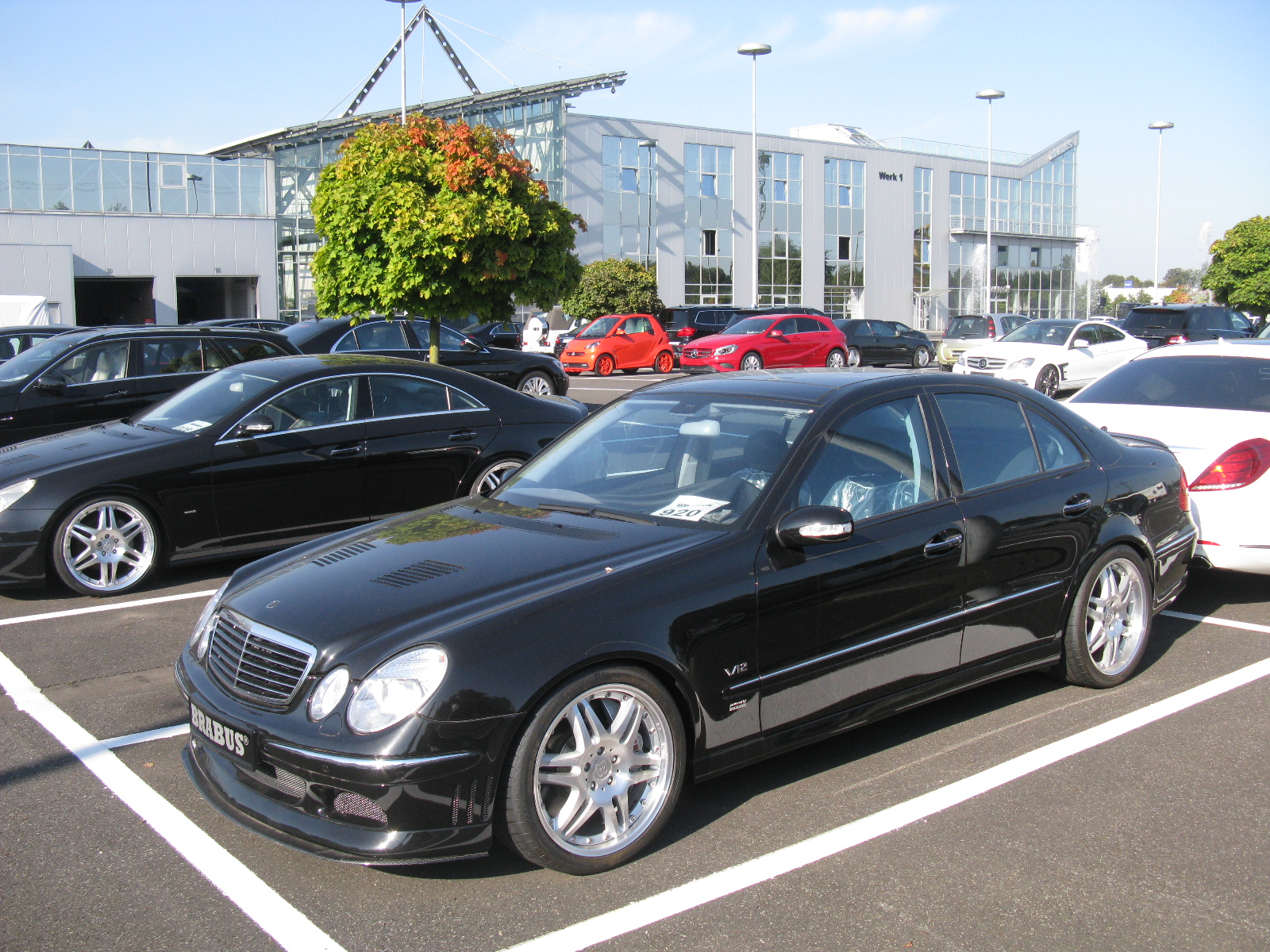
Mercedes-Benz E V12 Brabus W211
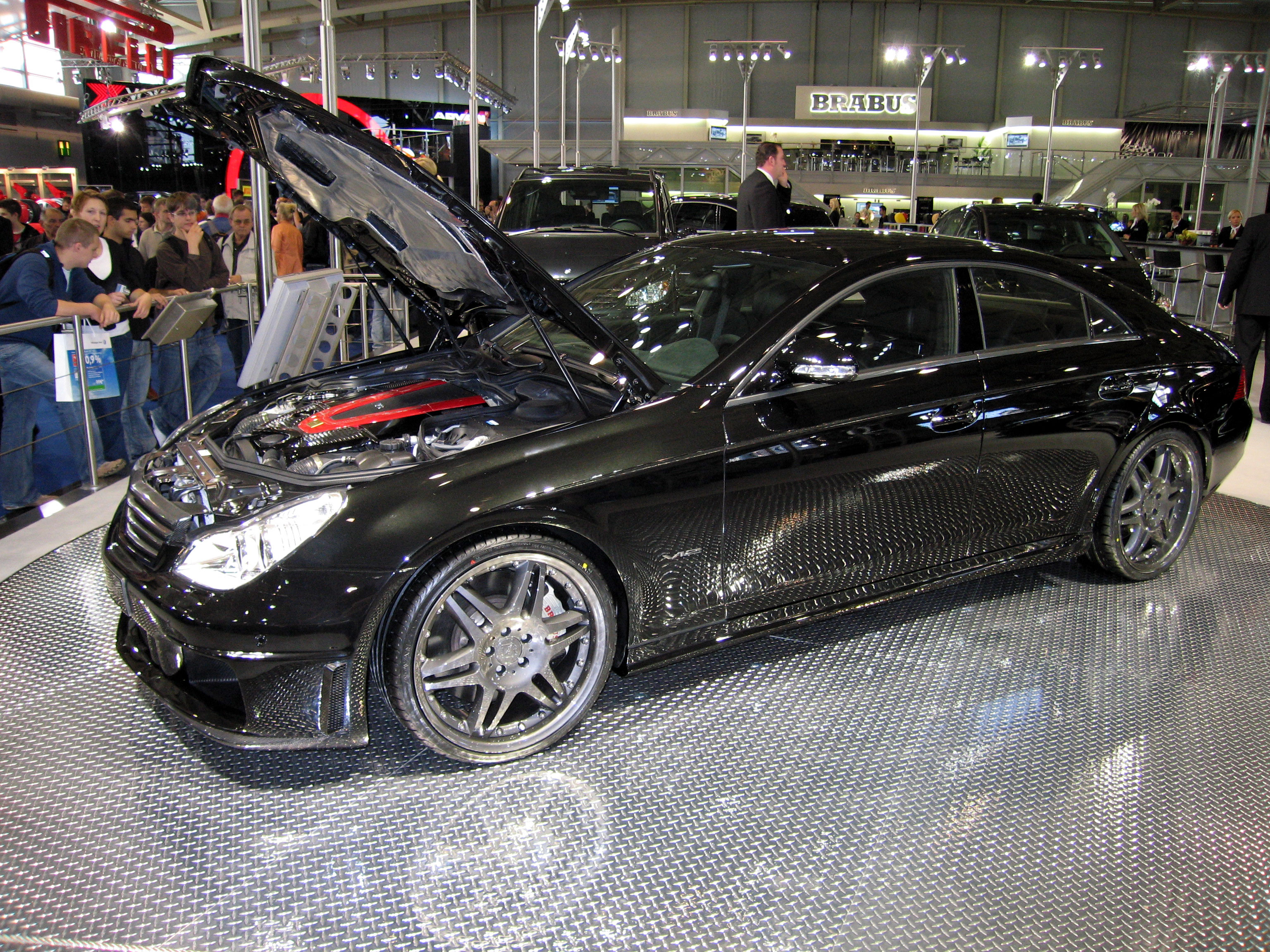
Brabus Rocket
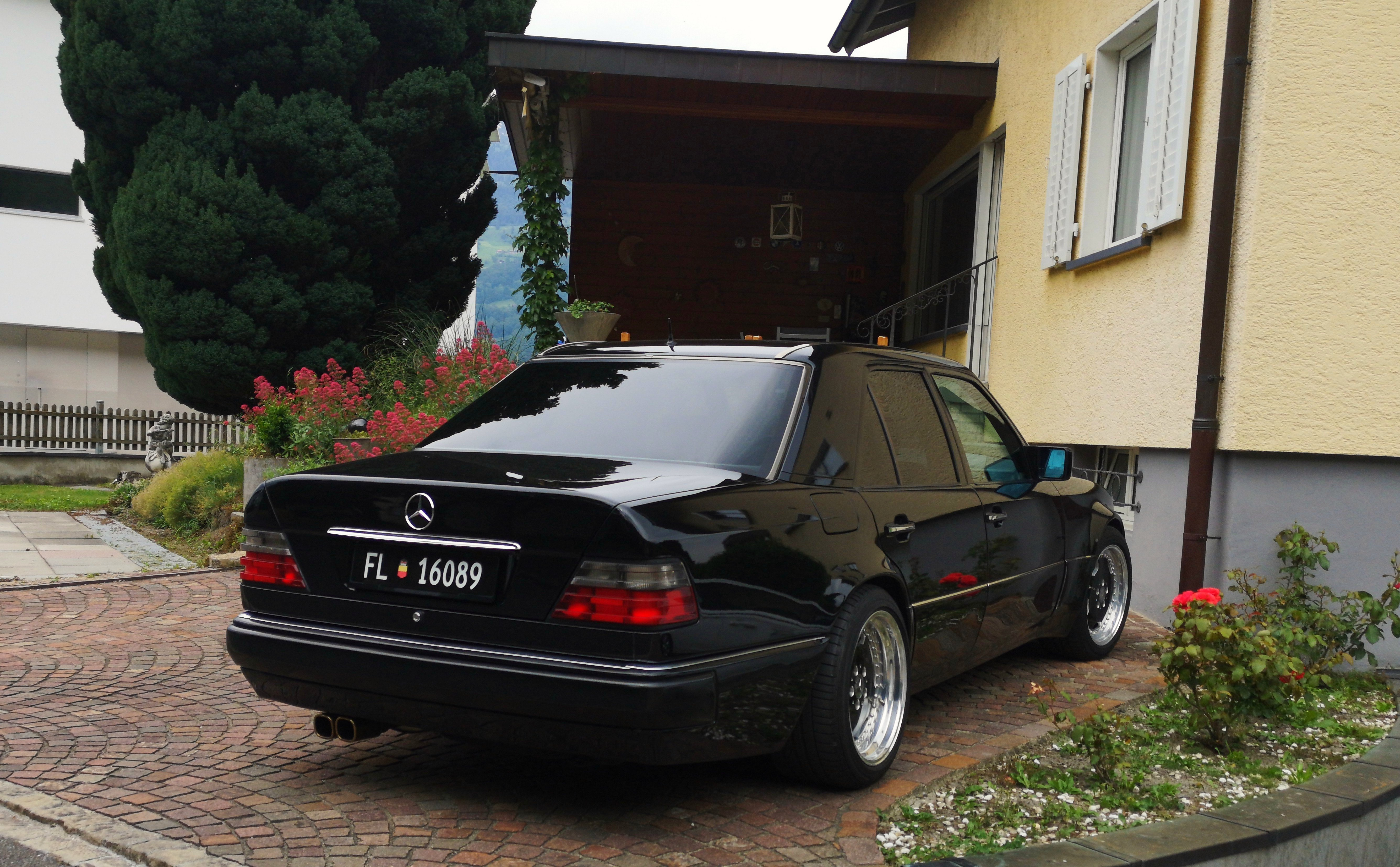
Mercedes E 500 Brabus

### Liberty-Walk
Liberty Walk — це японське тюнінг ательє, яке спеціалізується на виготовленні аеродинамічних компонентів для різних марок автомобілів. Вони відомі своїми широкими боді-кітами, які роблять автомобілі більш агресивними та стильними.
Послуги, які надає Liberty Walk, включають виготовлення та встановлення аеродинамічних компонентів, підвищення потужності двигуна, заміну випускної системи, заміну елементів підвіски та багато іншого.
Клієнти, які скористалися послугами Liberty Walk, залишають переважно позитивні відгуки про якість та естетику їхнього тюнінгу. Вони високо оцінюють досвід та професіоналізм команди Liberty Walk. Однак, вартість їхніх послуг може бути досить високою, що може стати перешкодою для деяких клієнтів.

Фото-приклади тюнінгу від Liberty Walk
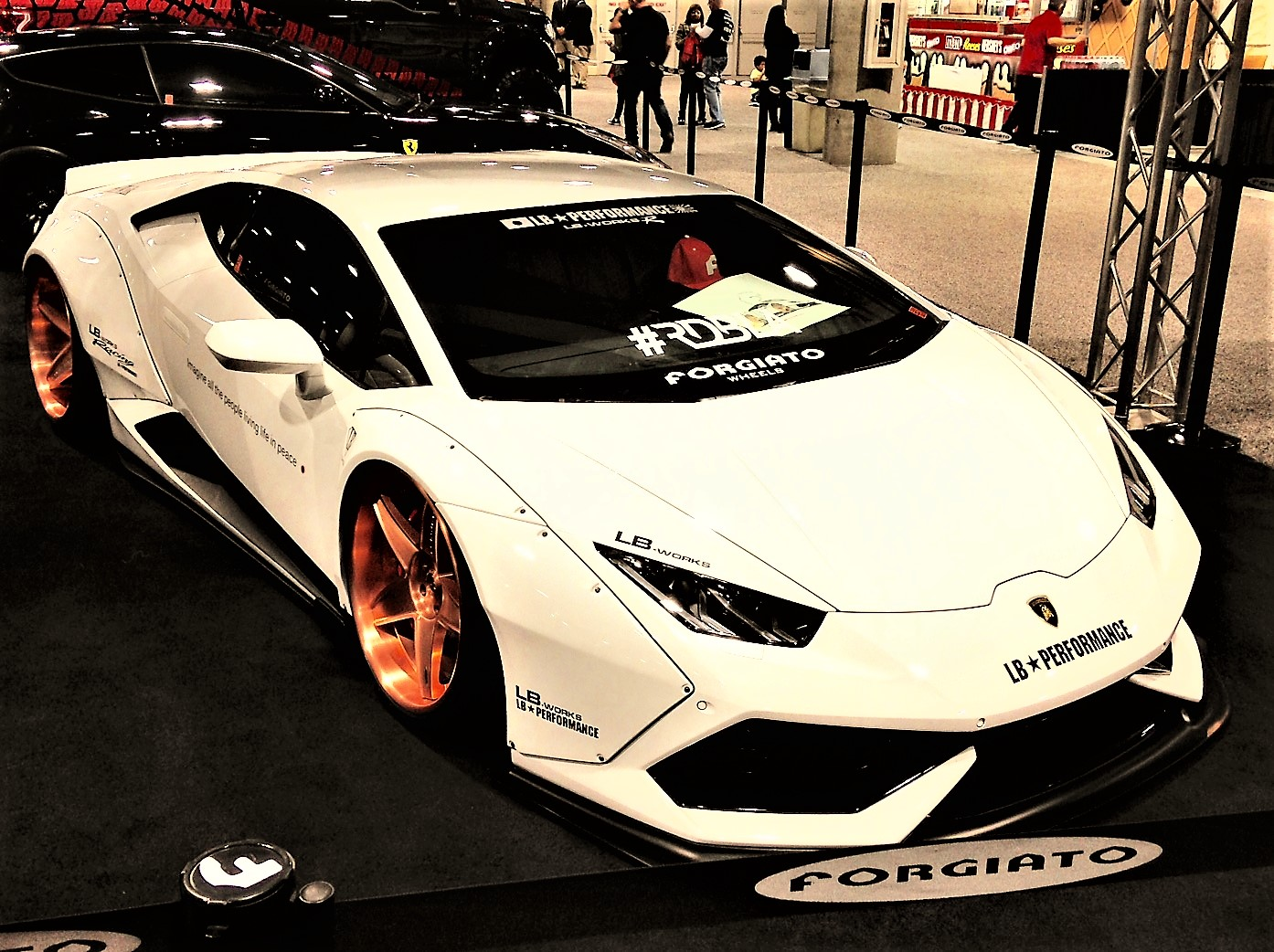
LIBERTY WALK Huracan
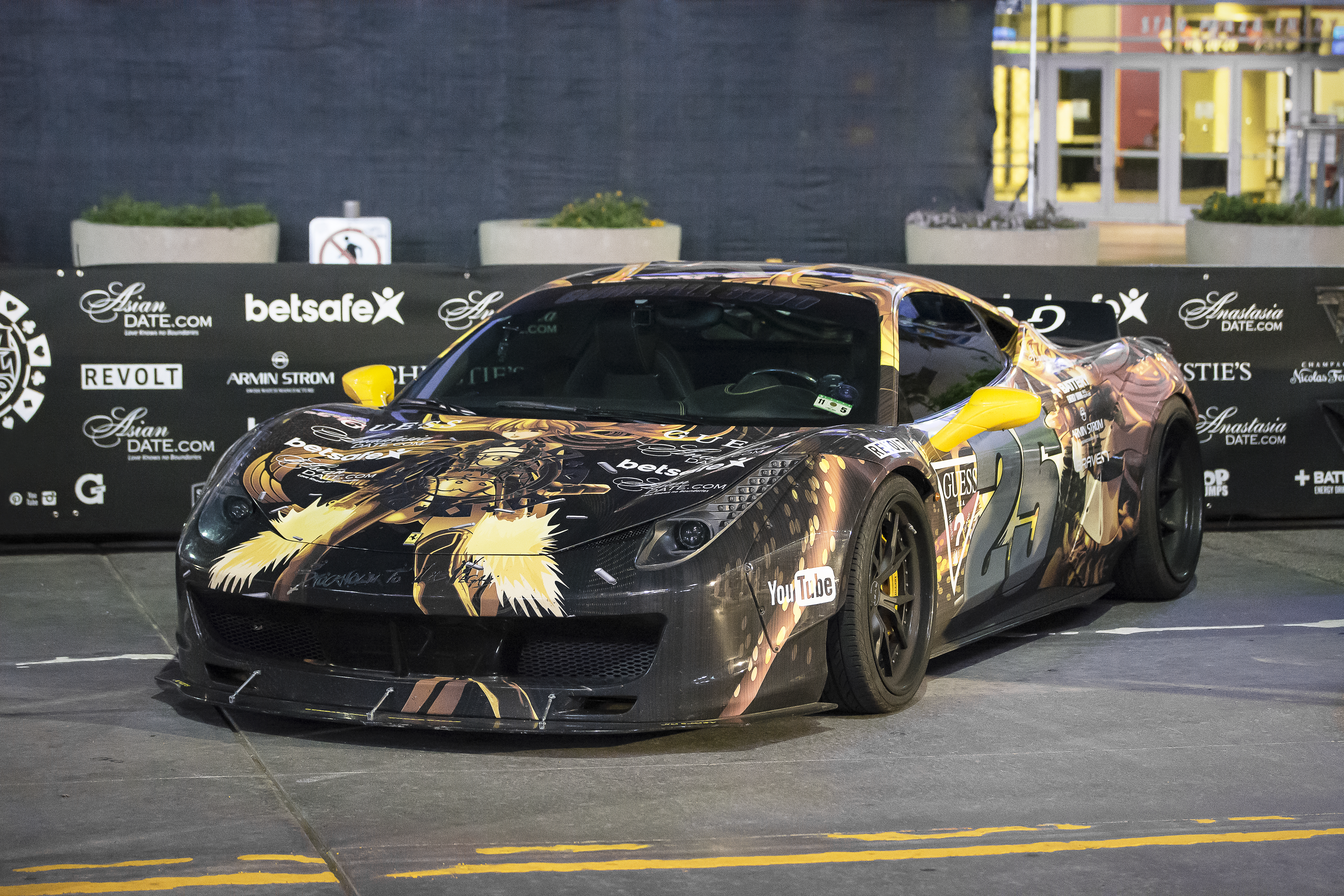
Liberty Walk Ferrari 458
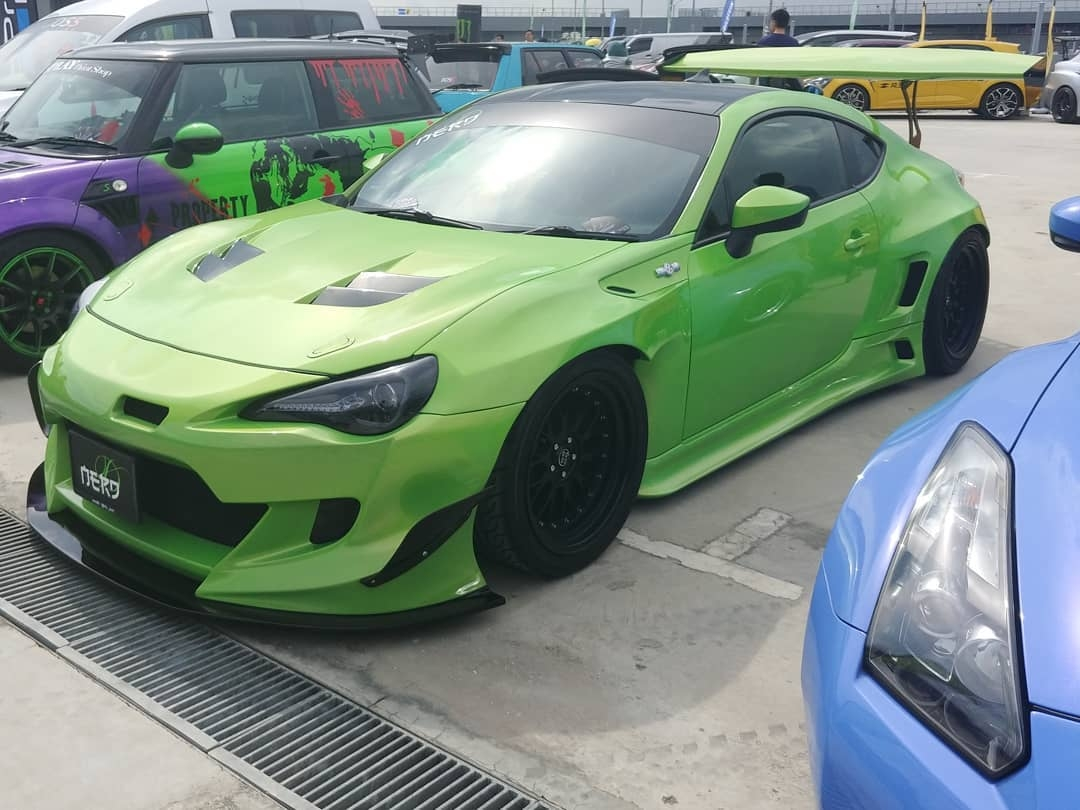
Liberty walk 86
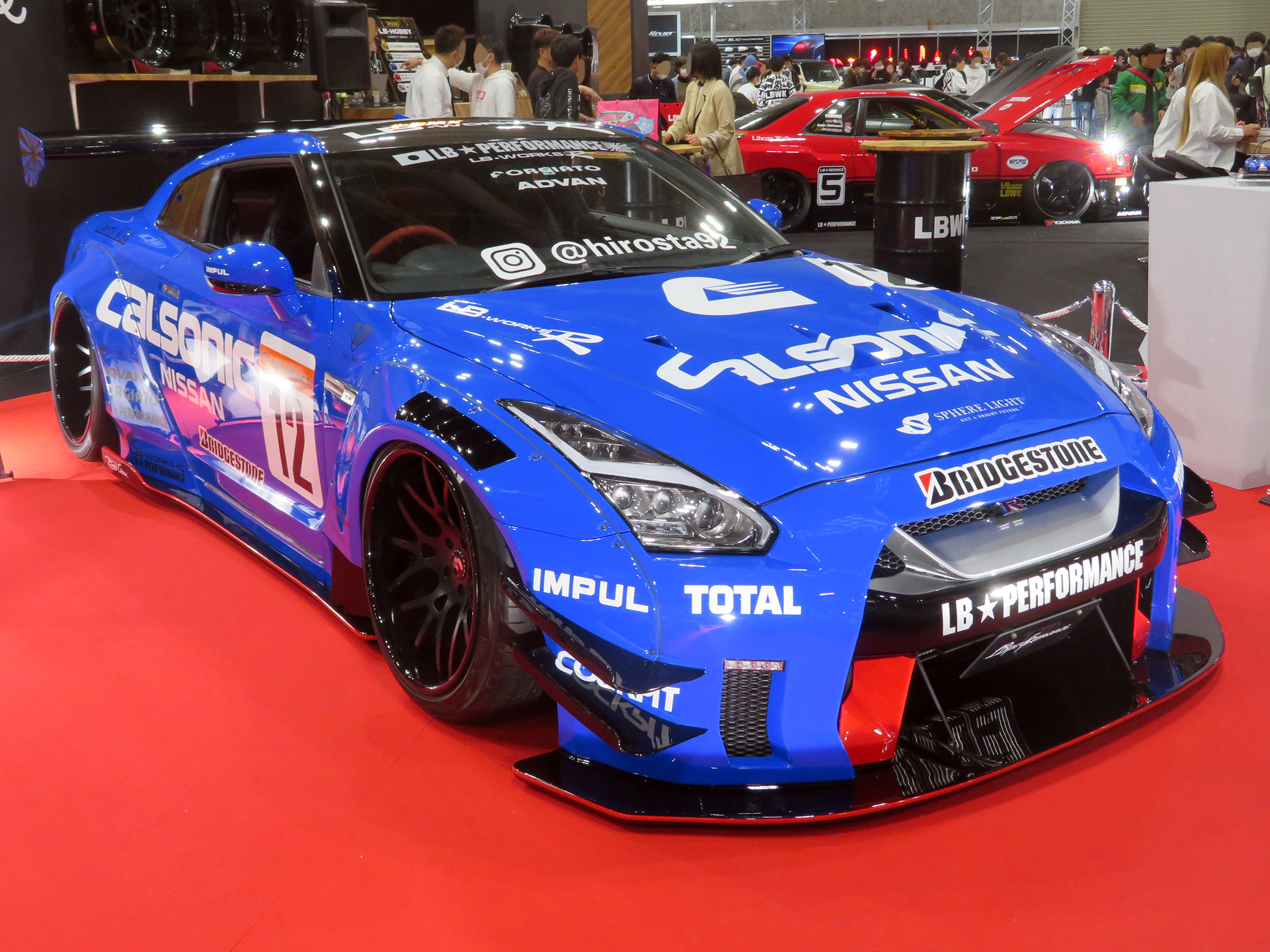
Liberty Walk GTR
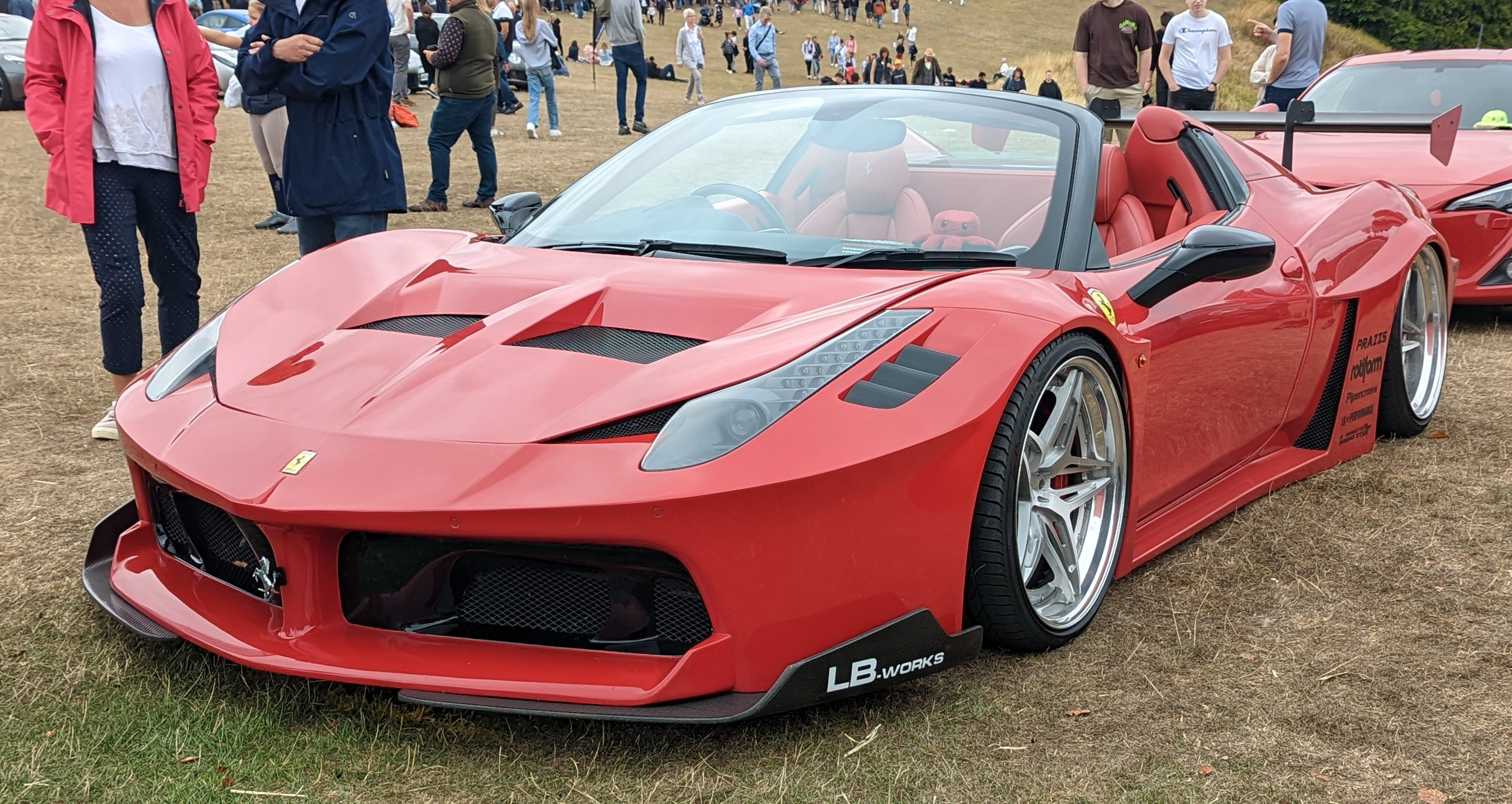
Ferrari 458 Spider Liberty Walk
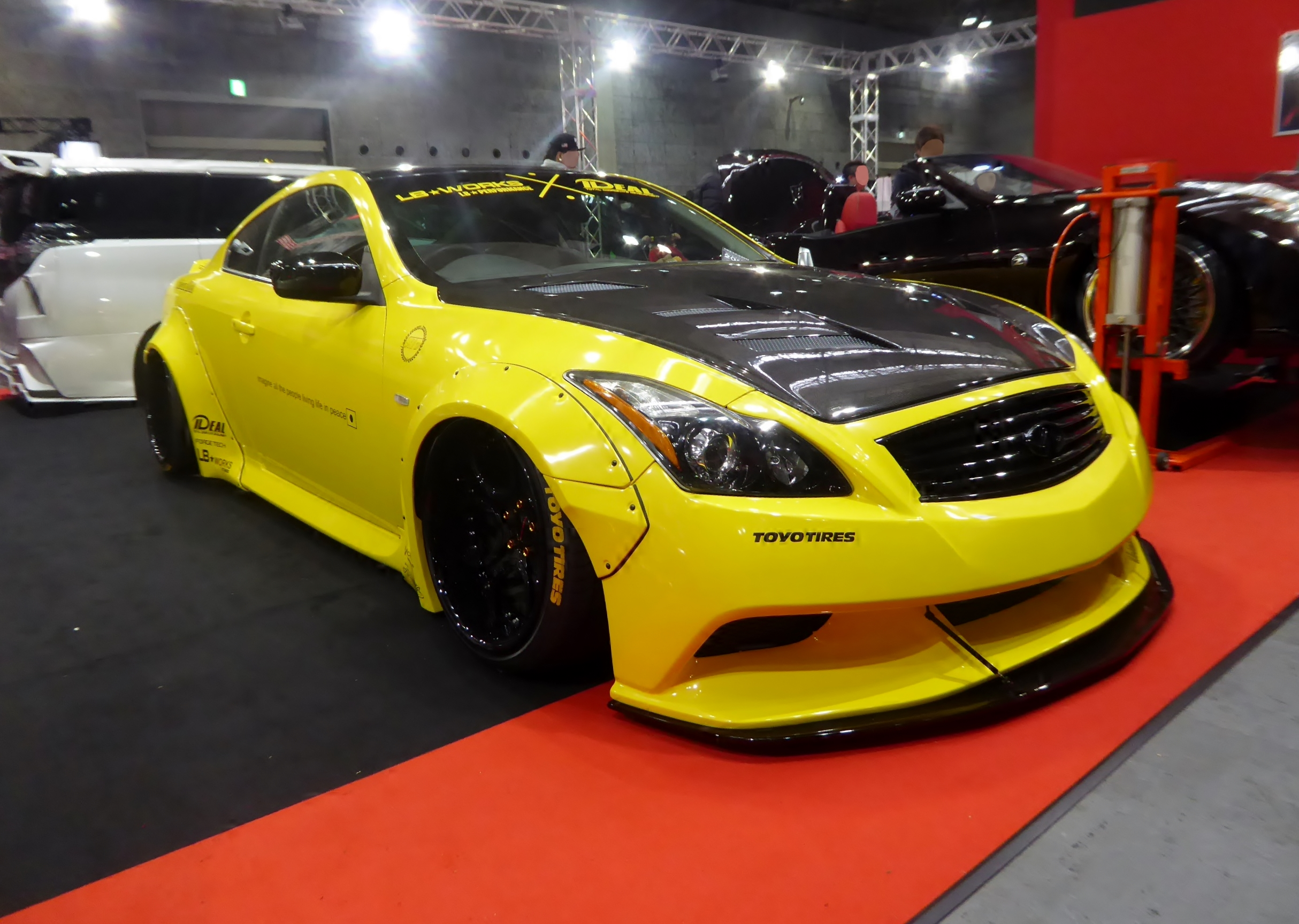
LB★STANCE WORKS Infiniti
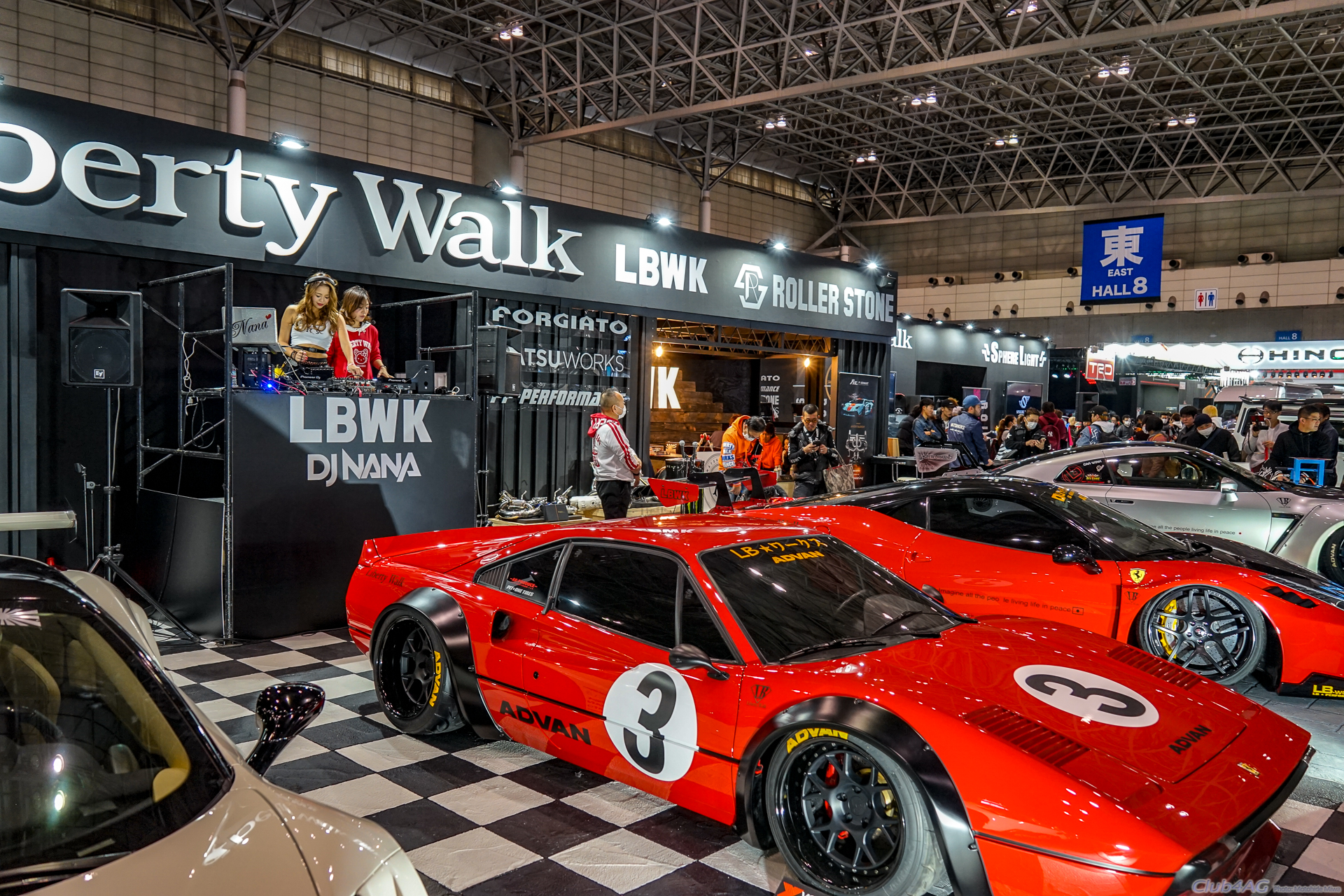
Tokyo Auto Salon 2019

### Mansory

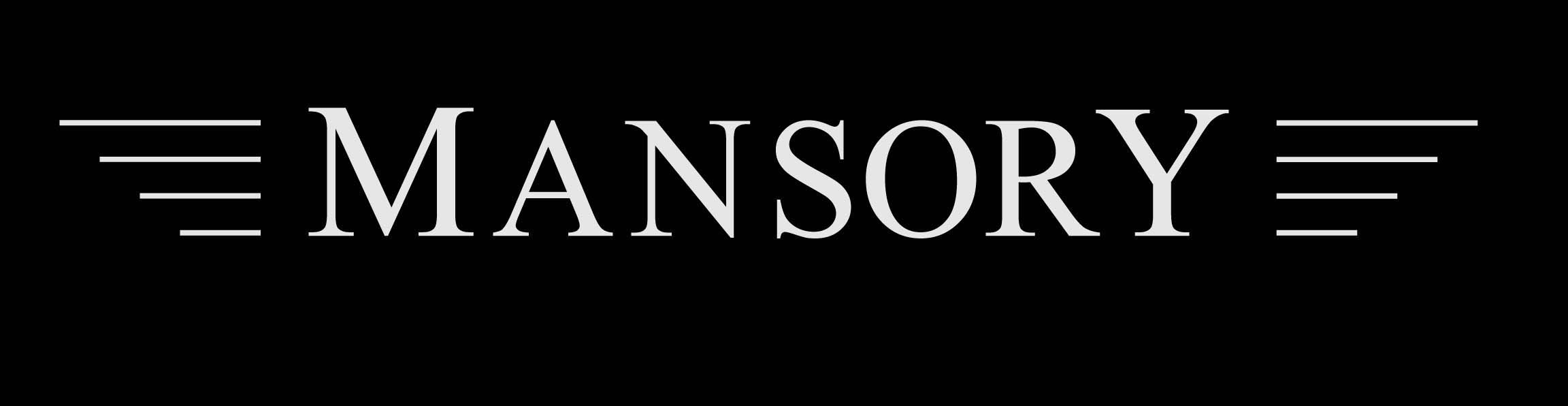
MANSORY

Mansory — це німецьке тюнінг ательє, засноване у 1989 році. Компанія спеціалізується на тюнінгу високопродуктивних автомобілів, таких як Lamborghini, Ferrari, Bentley, Rolls-Royce, Porsche та інші.
Mansory пропонує різні послуги тюнінгу, включаючи зовнішній та внутрішній тюнінг, збільшення потужності двигуна та інші.
Компанія відома своїми ексклюзивними та розкішними проектами, такими як Mansory Carbonado, Mansory Cyrus, Mansory Veyron Linea Vincero, Mansory Bentley Continental GT і багато інших. У деяких випадках відгуки клієнтів про Mansory можуть бути суперечливими, але в цілому компанія відома своїм високим рівнем майстерності та професіоналізмом.

Фото-приклади тюнінгу від Mansory
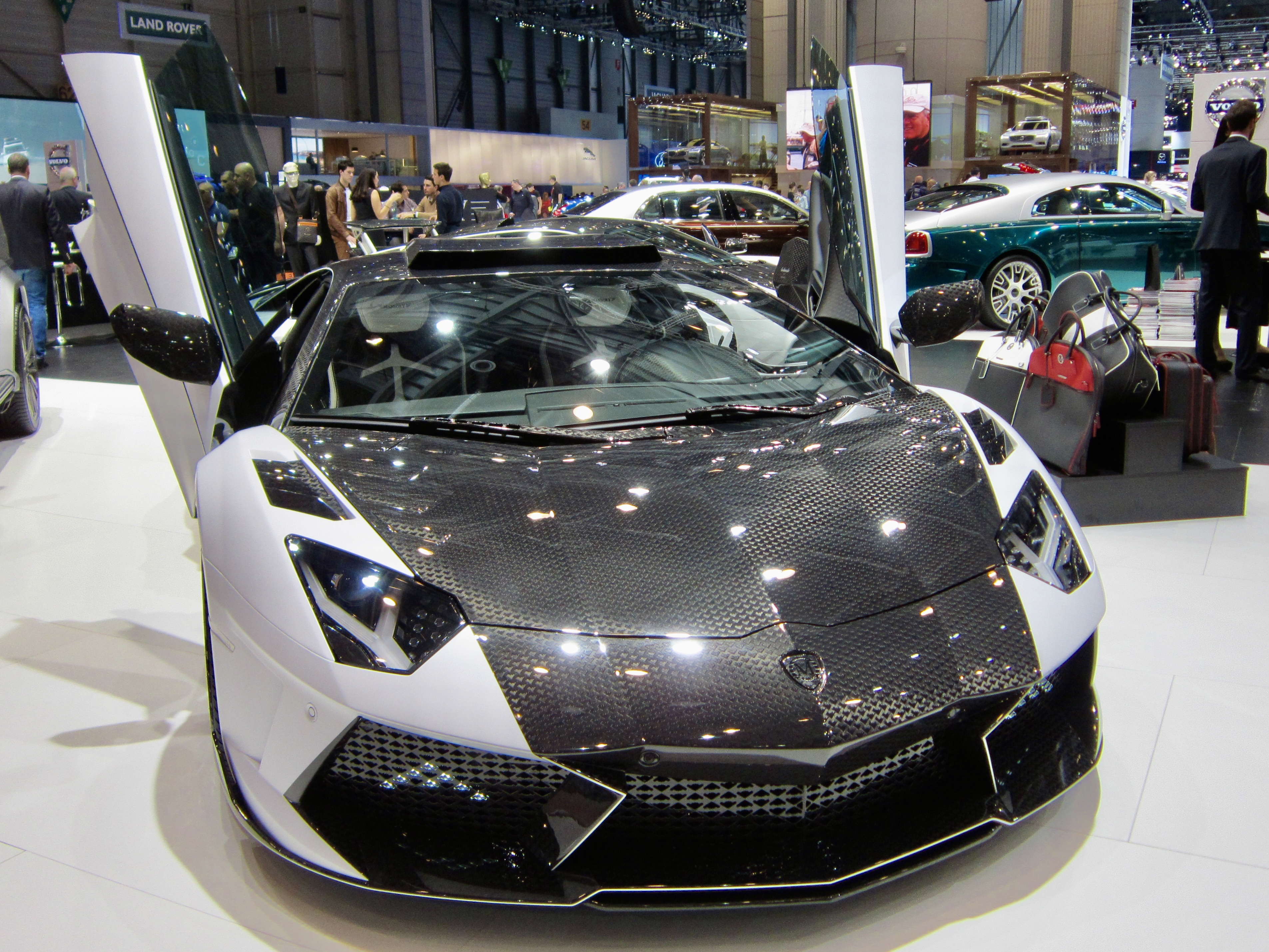
Mansory Kitted
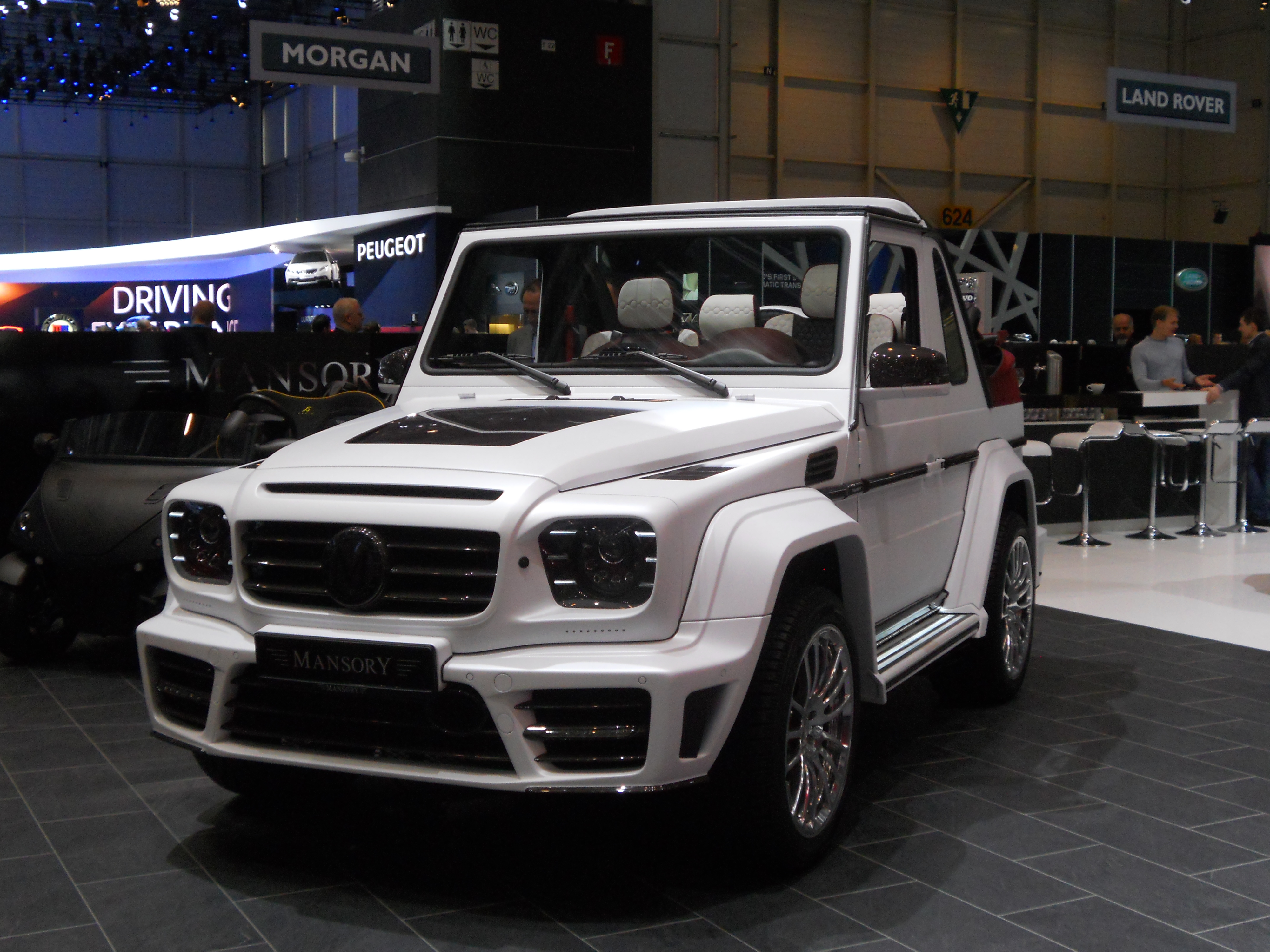
Mansory G-class
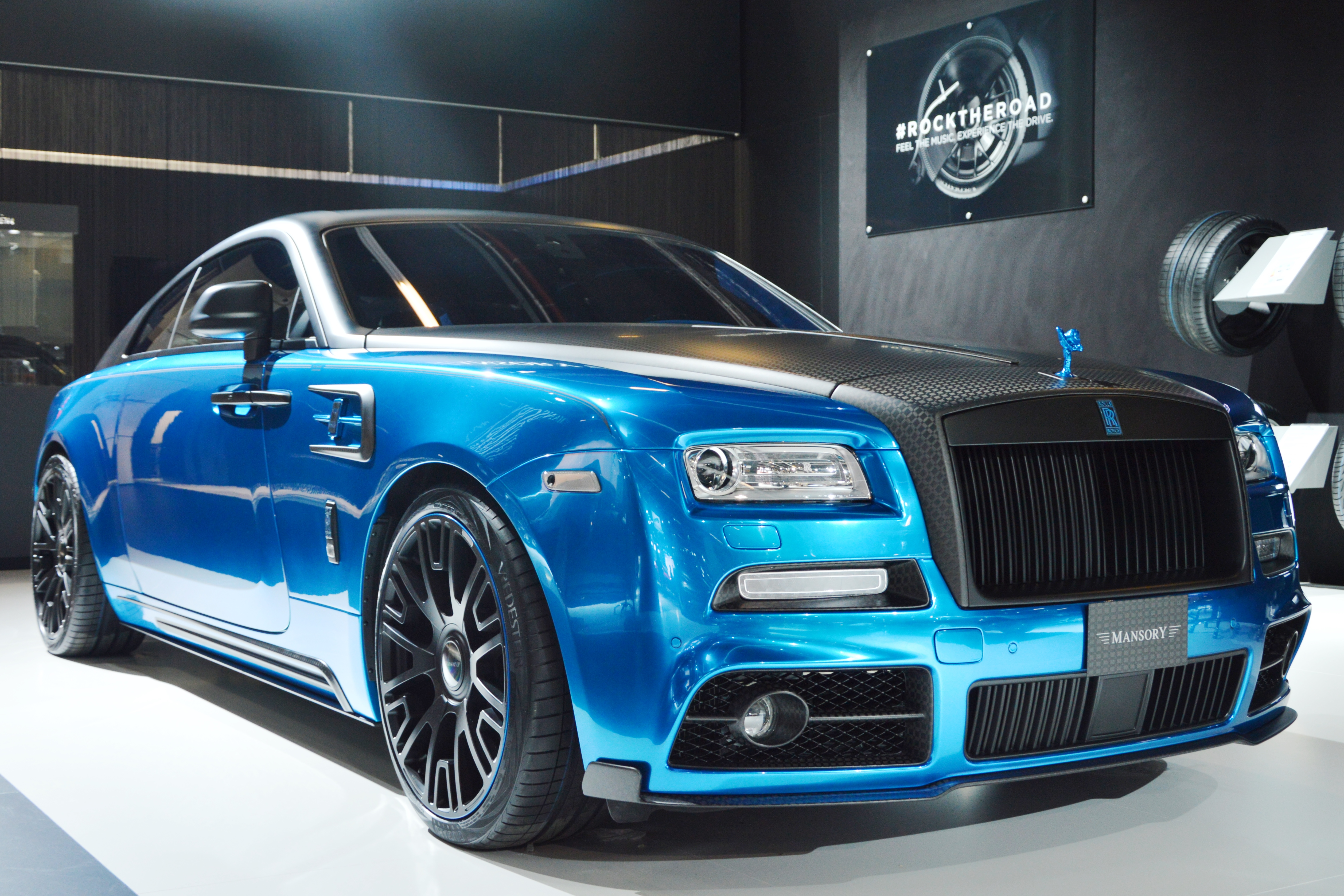
Mansory Bleurion. Rolls-Royce Wraith
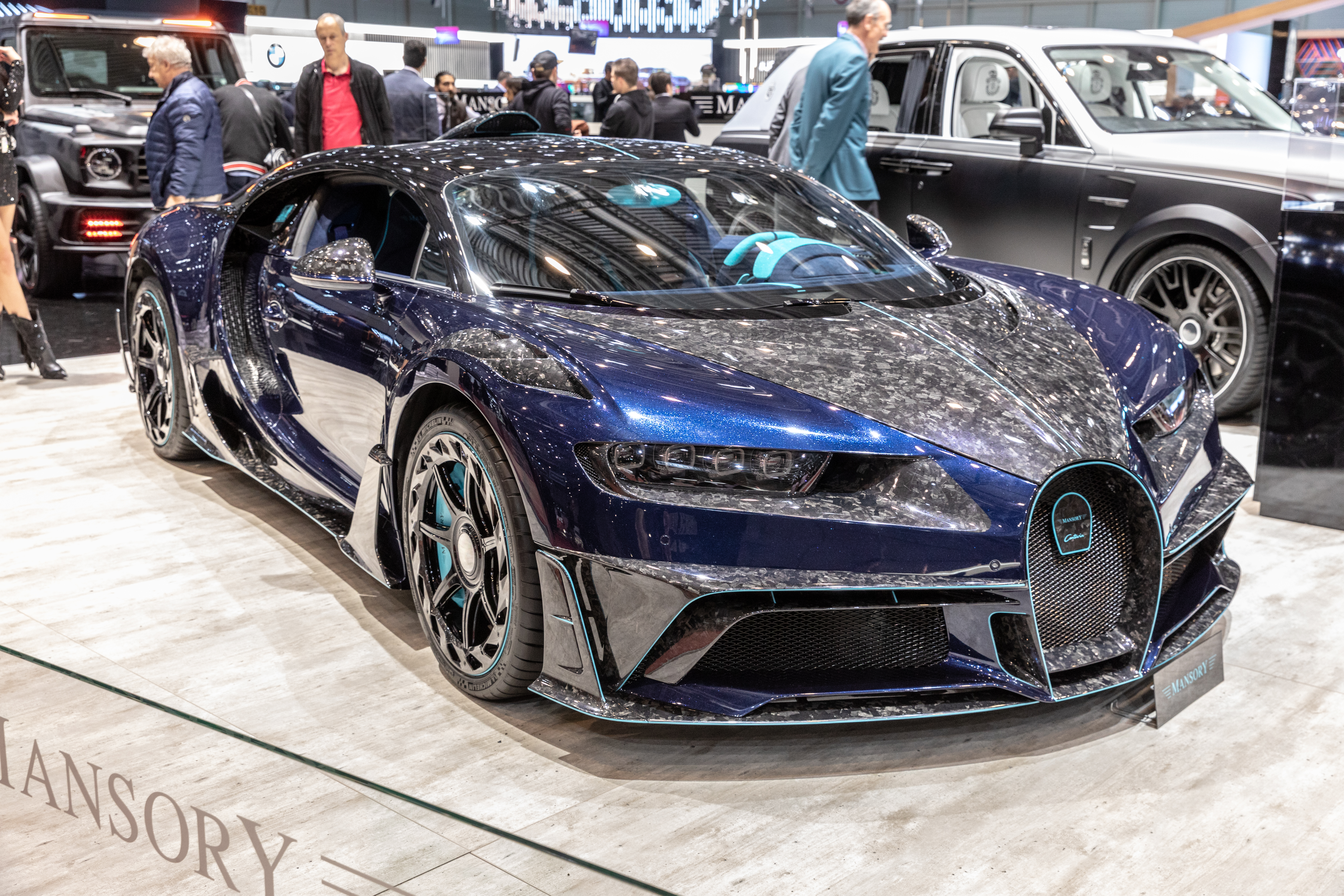
Mansory Bugatti
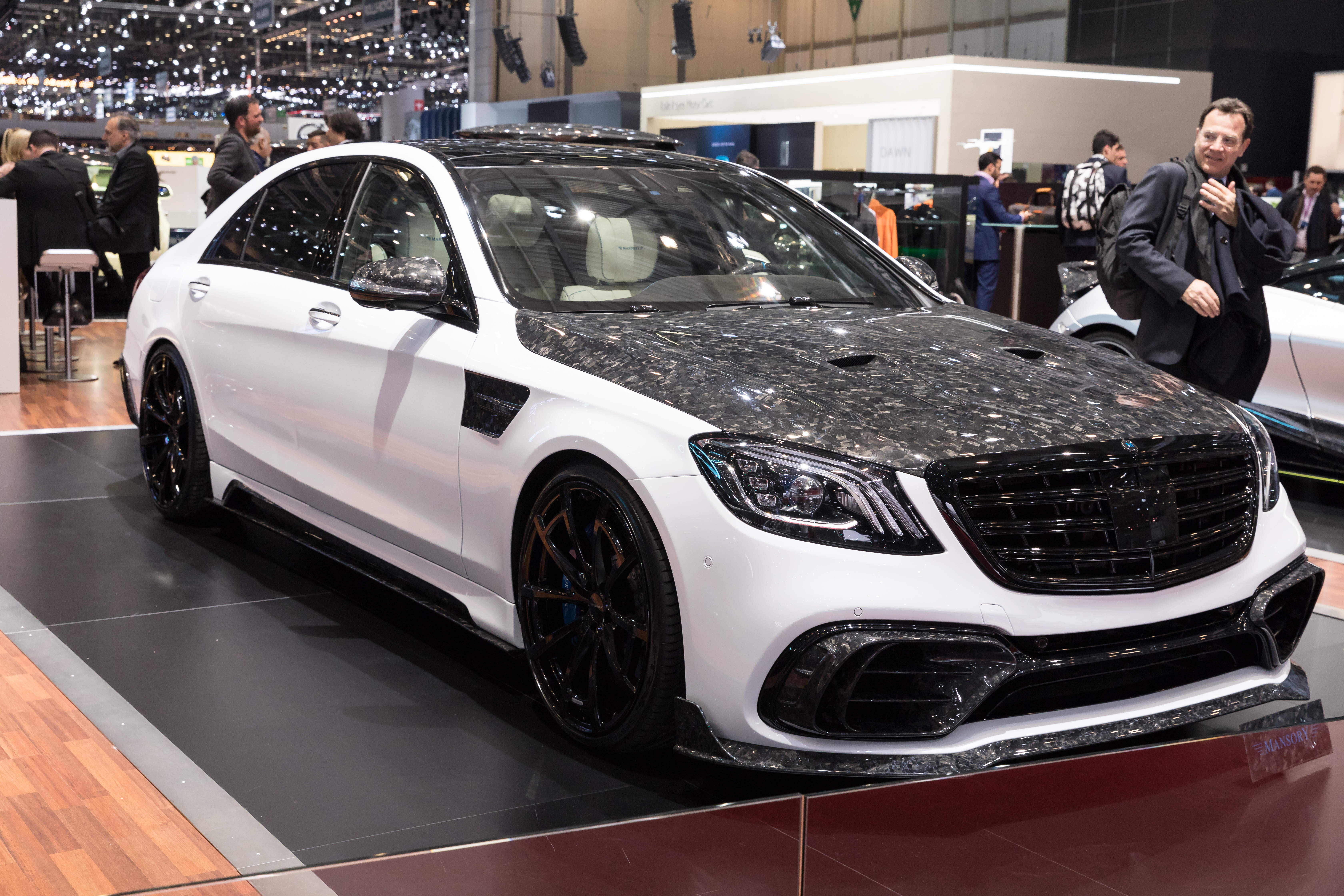
Mansory S-Class
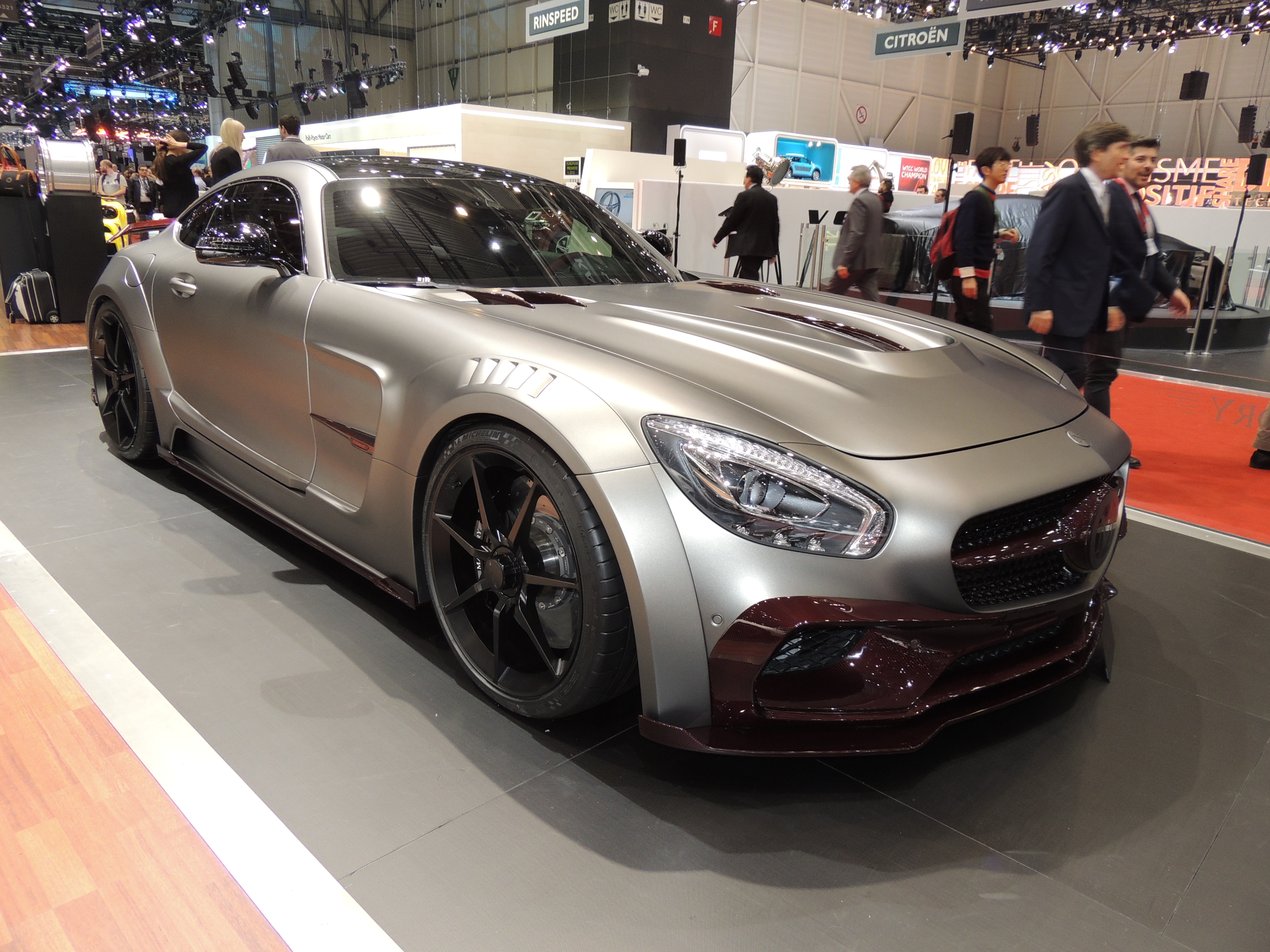
Mercedes-AMG GT Mansory
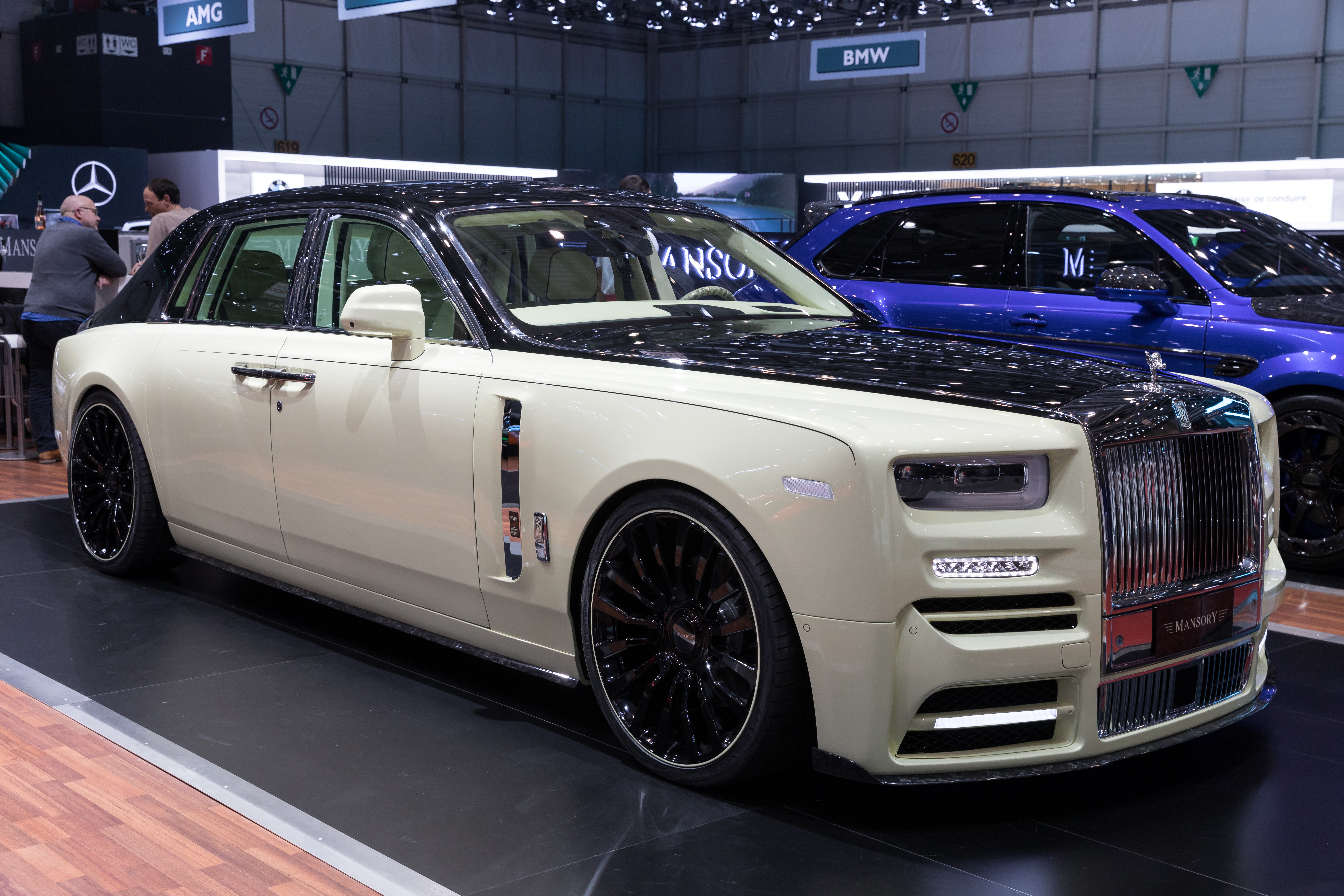
Mansory Rolls-Roys

### Hennessey Performance Engineering

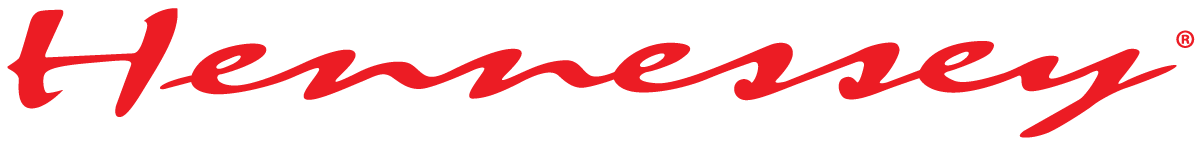
Hennessey Performance Engineering

Hennessey Performance Engineering — американське тюнінг-ательє, яке спеціалізується на підвищенні потужності двигуна та покращенні динамічних характеристик автомобілів. Компанія відома своїми проектами, які включають в себе такі моделі, як Dodge Viper, Chevrolet Corvette, Ford Mustang, а також ексклюзивні автомобілі, такі як Venom F5 і Goliath 6x6. Hennessey Performance Engineering також надає послуги з тюнінгу внутрішнього простору та зовнішнього вигляду автомобілів, а також з встановлення різних електронних систем і компонентів. За відгуками клієнтів, компанія має високу якість робіт та швидкий сервіс, але вартість їхніх послуг може бути досить високою.

Фото-приклад тюнінгу від Hennessey Performance Engineering
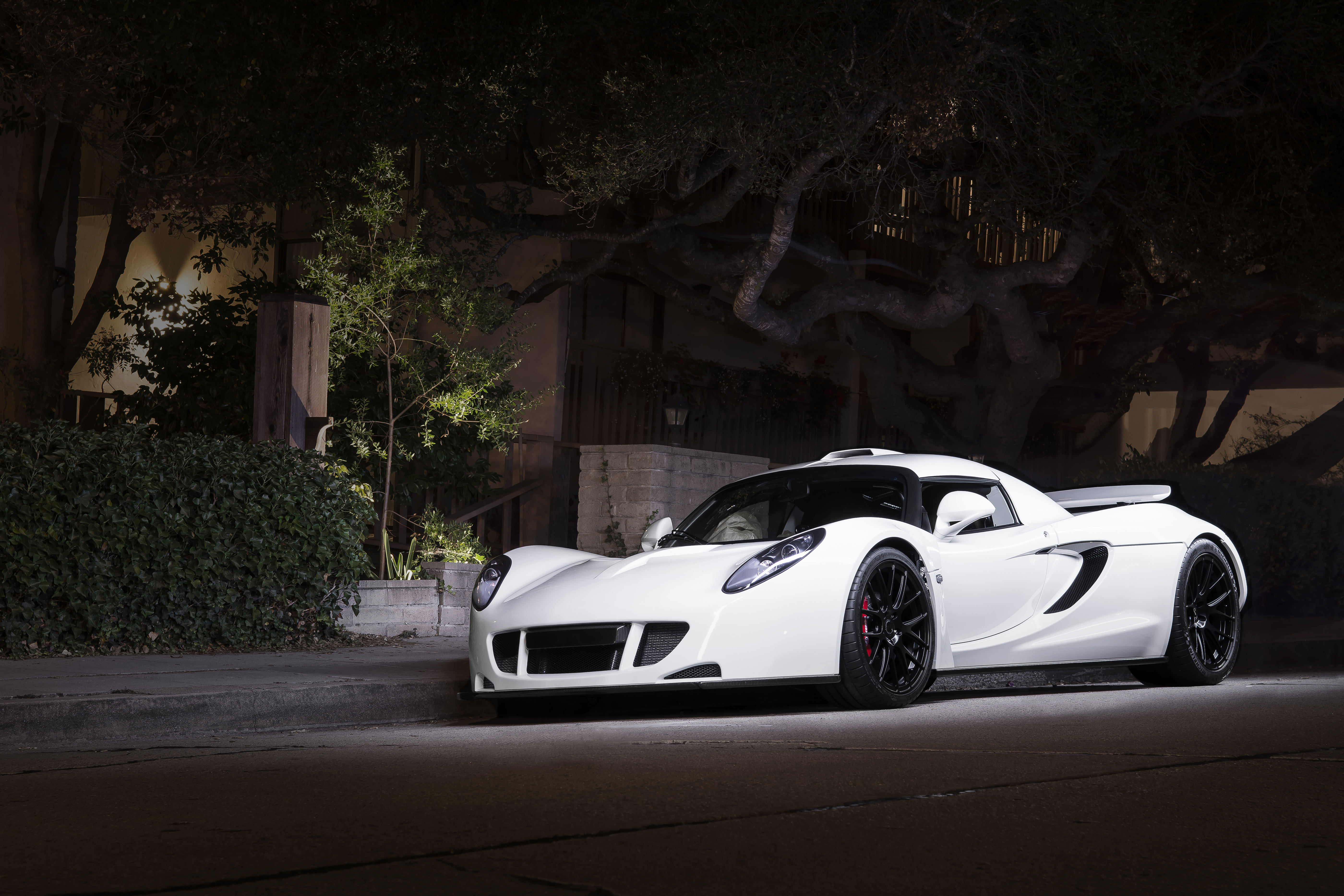
White Hennessey Venom GT
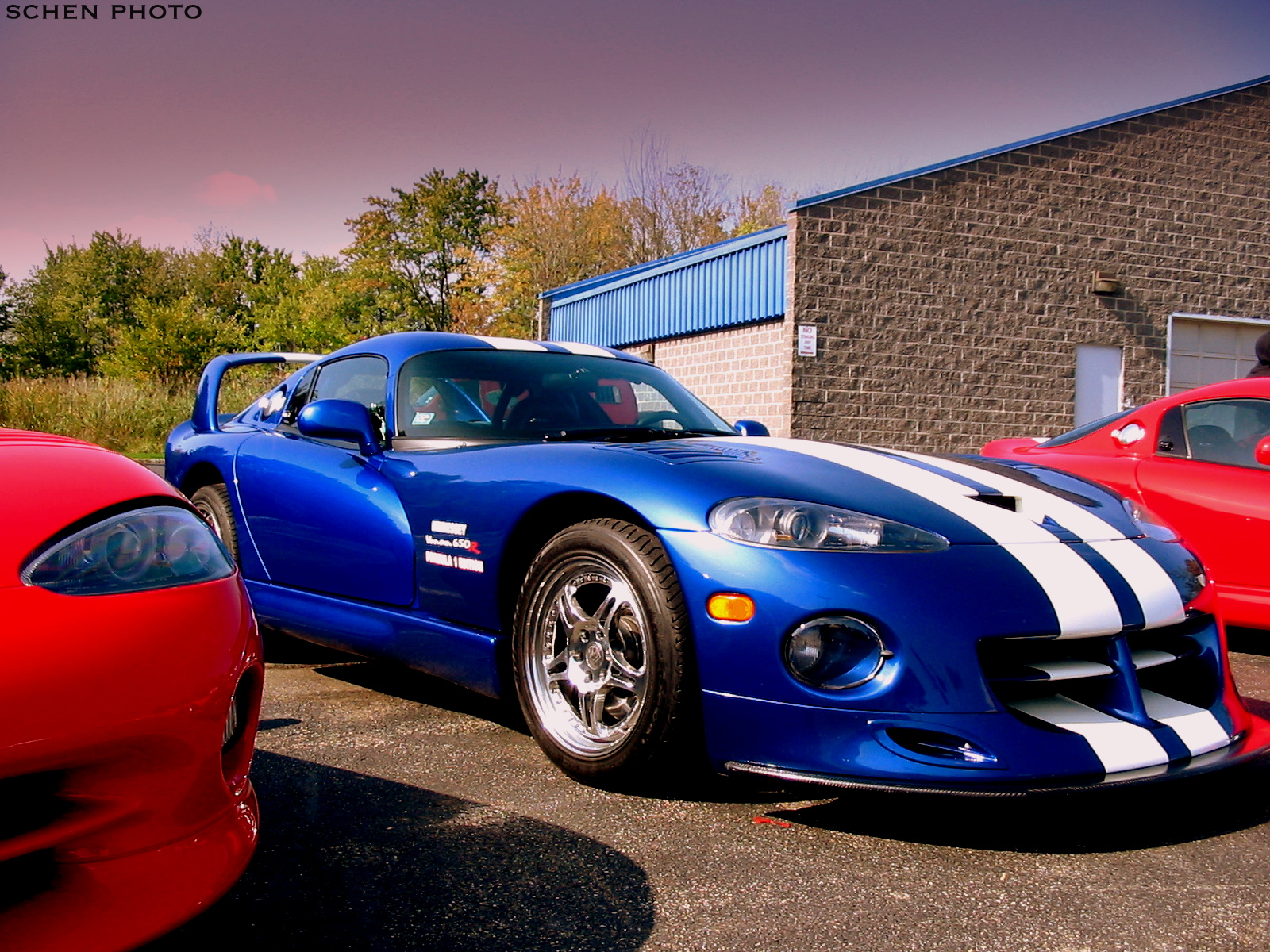
Cars - Hennessey Venom 650R
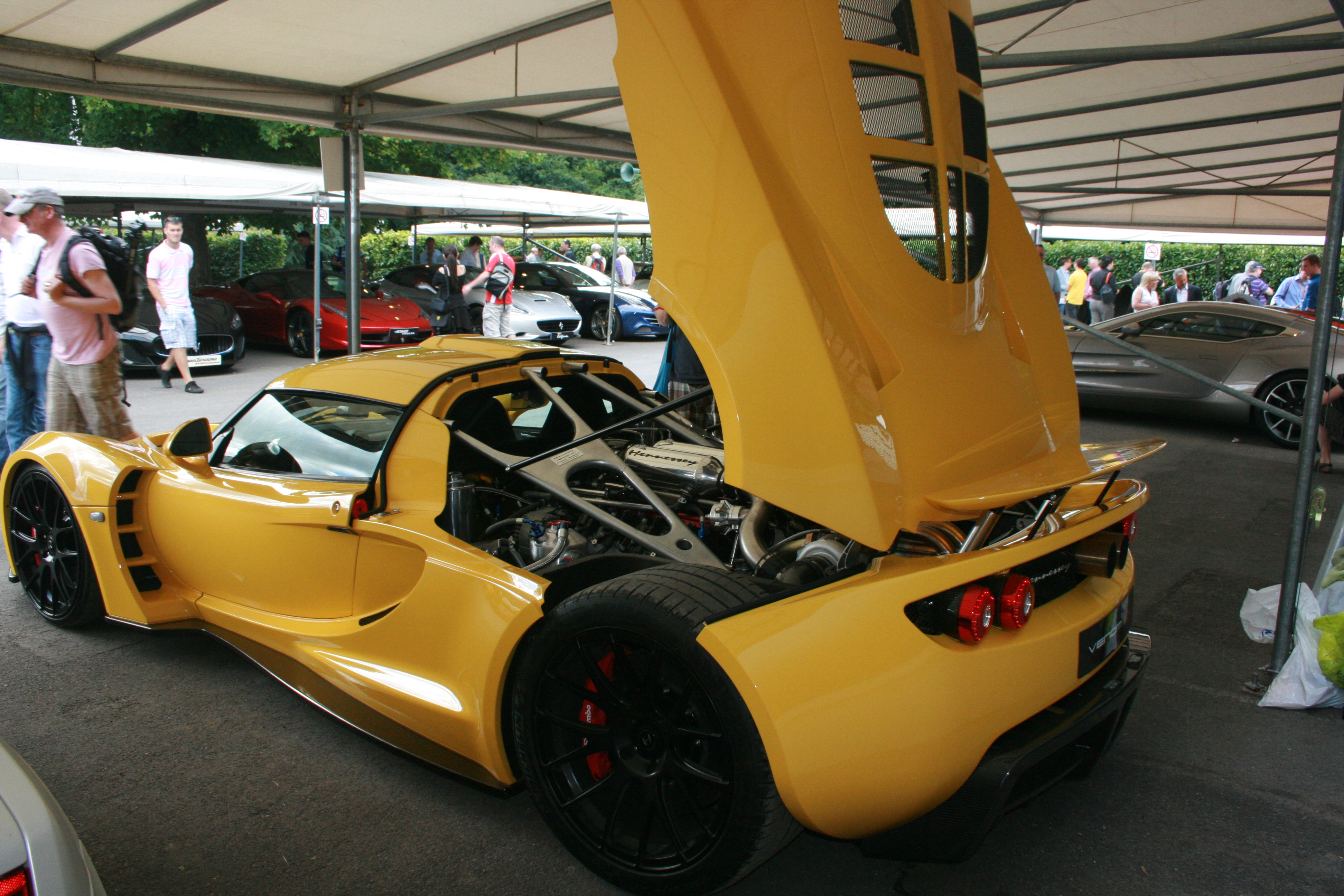
Hennessy Venom GT
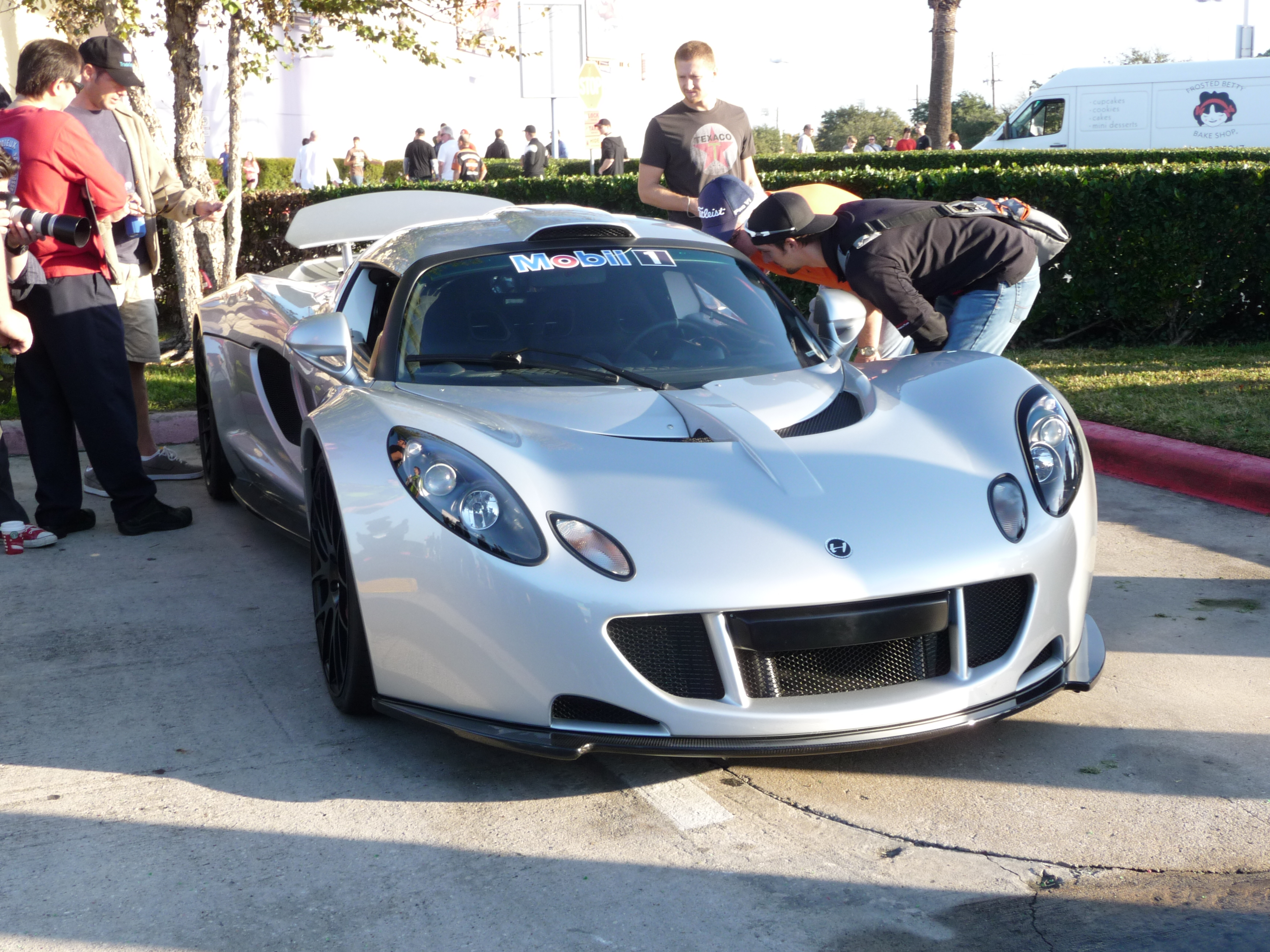
Hennessey Venom GT